# 筑後十五城
筑後十五城（日语：／ Chikugojūgojō）是指日本戰國時代在筑後國於大友氏之下、持有大名身分的國人，當中15家的總稱。

## 概要
筑後國沒有能統一國內的勢力出現，於是在近鄰的大大名兼成為筑後守護的大友氏之下，國內各地域的國人領主以共存共榮的形式存在。其中，特別強大的15家被稱為「大身十五家」或「筑後十五城」。
而首領是領有下筑後1萬2千町(後來的祿高表記是約12萬石)、以柳川城為本據地的蒲池氏。在『大友幕下筑後領主附』中記載，蒲池氏本家是據有柳川的下蒲池（1萬2千町），而分家是據有山下的上蒲池（8千町），在筑後國內，蒲池氏的勢力超群，亦變得強大，而大友氏恐怕此家從大友之下獨立，於是擁立以蒲池鑑久的弟弟蒲池親廣為別家，以此分散蒲池氏勢力。
以蒲池氏為首領的筑後領主，雖然立場是在大友氏之下，戰時亦會被動員，不過因為並不是大友氏的軍事力，經常有秘密計劃獨立或敵對的可能性，因此大友氏在筑後國內配置被稱為「高一揆眾」的大友氏直系小豪族，監視以大名身分的筑後十五城。
後來因為大友氏在耳川之戰中被島津氏大敗，十五城首領蒲池鑑盛在此戰中被殺，以及肥前國的龍造寺氏開始侵攻筑後，於是除了在山下城堅守並頑強抵抗的上蒲池的蒲池鑑廣、今山城的三池鎮實、一貫跟隨大友氏的問註所鑑景等少數人外，其餘勢力都投向新興的龍造寺側。
筑後十五城首領的柳川蒲池鎮漣的妻子是龍造寺隆信的女兒，鎮漣作為義父隆信的與力，成為龍造寺氏的強兵，不過在不久後與隆信反目，隆信包圍柳川城，不過沒能攻下九州第一堅城柳川城，隆信在與鎮漣達成和睦後，邀請鎮漣前往肥前並將其謀殺，把下蒲池消滅並制壓柳川。
因為對蒲池氏作出如此行為，筑後的領主對隆信的冷酷行為相當反感，於是相繼背離龍造寺氏，以協助殺害下蒲池一族的田尻鑑種為首，黑木家永和黑木氏出身並繼承蒲池的蒲池益種等，向龍造寺氏出兵，隆信在筑後經略遭到極大阻力，亦造成龍造寺氏沒落的遠因。

## 組成
| 氏                      | 居城（現今的地名）                                                                    | 領地                                      | 主要人物                  |
| ----------------------- | ------------------------------------------------------------------------------------- | ----------------------------------------- | ------------------------- |
| 蒲池氏（下蒲池）        | 柳川城540町（柳川市本城町）                                                           | 山門郡、三潴郡、下妻郡 1萬2千町（12萬石） | 蒲池鑑盛、蒲池鎮漣        |
| 蒲池氏（上蒲池）        | 山下城540町（八女市立花町山下）                                                       | 上妻郡 8千6百町（8萬6千石）               | 蒲池鑑廣、蒲池鎮運        |
| 問註所氏                | 長岩城500町（浮羽市浮羽町新川長岩）                                                   | 生葉郡 1千町（1萬石）                     | 問註所鑑景、問註所統景    |
| 星野氏                  | 妙見城500町（浮羽市吉井町富永妙見山）                                                 | 生葉郡、竹野郡 1千町（1萬石）             | 星野吉實                  |
| 黑木氏                  | 貓尾城646町（八女市黑木町北木屋城山）                                                 | 上妻郡 2千町（2萬石）                     | 黑木家永                  |
| 河崎氏                  | 犬尾城250町（八女市山内城山）                                                         | 上妻郡 1千町（1萬石）                     | 河崎鑑實、河崎鎮堯        |
| 草野氏                  | 發心城677町（久留米市草野町發心岳）                                                   | 山本郡 9百町（9千石）                     | 草野鎮永                  |
| 丹波氏                  | 高良山580町（久留米市御井町高良山）                                                   | 御井郡、高良山 2千町（2萬石）             | 丹波鎮興、丹波良寬        |
| 高橋氏                  | 下高橋城280町（三井郡大刀洗町下高橋）                                                 | 御原郡 1千町（1萬石）                     | 高橋鑑種                  |
| 三原氏                  | 本鄉城100町（三井郡大刀洗町本鄉）                                                     | 御原郡 7百町（7千石）                     | 三原紹心                  |
| 西牟田氏 （犬塚氏支流） | 西牟田城250町（筑後市西牟田—久留米市三潴町西牟田） 後來是城島城（久留米市城島町城島） | 三潴郡 1千町（1萬石）                     | 西牟田鎮豐、西牟田家周    |
| 田尻氏                  | 鷹尾城328町（柳川市大和町鷹尾）                                                       | 山門郡 1千6百町（1萬6千石）               | 田尻鑑種                  |
| 五條氏                  | 矢部山城500町（八女市矢部村矢部城山）                                                 | 上妻郡 1千4百町（1萬4千石）               | 五條鑑量、五條鎮定        |
| 溝口氏                  | 溝口城500町（筑後市溝口）                                                             | 下妻郡 1千町（1萬石）                     | 溝口遠江（鑑資？ 鎮生？） |
| 三池氏                  | 今山城250町（大牟田市今山）                                                           | 三池郡 8百町（8千石）                     | 三池鎮實                  |